# Casa Nova d'en Marquès
La Casa Nova d'en Marquès és una obra de Massanes (Selva) inclosa a l'Inventari del Patrimoni Arquitectònic de Catalunya.

## Descripció
Edifici aïllat, situat als afores del petit nucli ubrà de Massanes, al barri de Marquès. La Masia es troba sota un bosc d'eucaliptus que hi ha al costat esquerre de la carretera que des del polígon industrial de Tià Camps, porta al restaurant Can Gispert.
La masia, de planta baixa i pis, està coberta per una teulada a doble vessant (mig enderrocada) desaiguada als laterals amb el ràfec doble.
A la façana principal, a la planta baixa, hi ha la porta d'entrada amb llinda monolítica i brancals de carreus de pedra. Al costat dret d'aquesta, una pora en arc de mig punt format per dovelles de pedra, i carreus de pedra als brancals. Aquesta porta està tapada amb maons. Al costat esquerre de la porta central, una altra porta amb llinda monolítica i brancals de carreus de pedra. Al pis, i sobre les obertures de la planta baixa, tres finestres amb llinda monolítica, brancals de carreus de pedra i ampit de pedra.
Adossat al costat esquerre i a la part posterior, hi han construccions afegides posteriorment.
Els murs són de maçoneria, i estan arrebossats deixant visibles els carreus de les obertures.